# 克里斯蒂安·布兰迪
克里斯蒂安·布兰迪（義大利語：Cristian Brandi，1970年6月10日—），意大利男子网球运动员，1988年成为职业球手。他曾代表意大利参加2000年夏季奥林匹克运动会网球比赛，获得男子双打第九名。